# Limbe (Kamerun)
Limbe (auch Limbé) ist eine Stadt im Südwesten Kameruns. Sie wurde 1858 unter dem Namen Victoria am Südhang des Kamerunberges gegründet und hat sich zu einer bedeutenden Küstenstadt entwickelt.

## Statistische Daten
- Bevölkerung: 84.223 (Stand 2005)[1]
- Religionen: Christen, Muslime, Anhänger traditioneller afrikanischer Religionen
- Sprachen: Englisch, Französisch, Afrikanische Sprachen (Kpe-Mboko)
- Industrie: Nahrungsmittelherstellung, Textilherstellung, Chemische Industrie, Erdöl- und Gasraffinerien
- Exportwaren: Kaffee, Kakao, Tee, Baumwolle, Zucker, Tabak, Kautschuk, Palmöl
- Klima: Tropisch

## Geschichte
Gegründet wurde Limbe im Juni 1858 durch den britischen Missionar Alfred Saker unter dem Namen Victoria, zu Ehren der damaligen britischen Königin. Er kam mit ungefähr 90 einheimischen Baptisten hierher, weil sie aus Glaubensgründen das spanisch beherrschte Douala verlassen mussten. Dessen erworbene Rechte führten dazu, dass der Ort und sein Umland nach der deutschen Okkupation des übrigen Küstenstreifens (Kolonie Kamerun) zunächst unter britischer Administration verblieben und erst am 7. Mai 1886 gegen deutsche Ansprüche bei Forcados im Nigergebiet (Mahinland) und St. Lucia in Südafrika ausgetauscht und zum 28. März 1887 in deutsche Verwaltung überführt und von einer Abteilung der deutschen Polizeitruppe besetzt wurde.
Victoria verfügte unter deutscher Herrschaft, dann oft in der Schreibweise Viktoria, über den nach Duala zweitwichtigsten Hafen der Kolonie Kamerun, eine Postagentur, ein Zollamt, Missionen beider Konfessionen, eine Regierungsschule, ein Krankenhaus und ein Lepraheim. Der 1891 gegründete Botanische Garten mit Versuchsanstalt für Landeskultur diente der Erprobung verschiedener Nutzpflanzen unter den örtlichen Klimabedingungen. 1906 bis 1907 war der deutsche Biologe August Weberbauer Leiter des botanischen Gartens. Ein Modell der Anlage wird im Botanischen Museum in Berlin gezeigt.

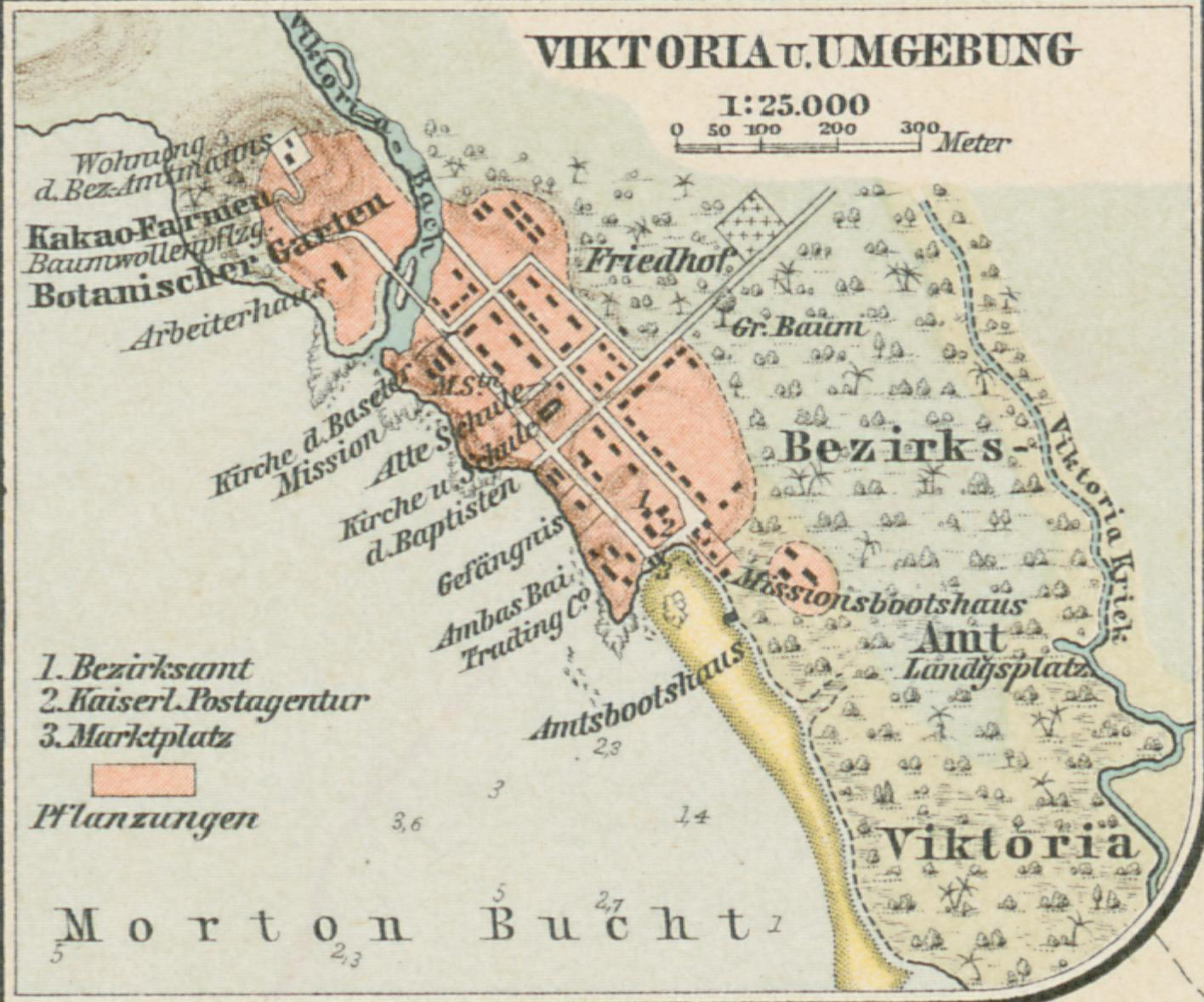
Stadtplan aus dem Jahr 1896.

Im Wirtschaftsleben spielte die Westafrikanische Pflanzungsgesellschaft Victoria (WAPV) eine gewichtige Rolle, die dort ihre Hauptpflanzung unterhielt und ab 1910 eigene Fabrikationsanlagen zur Aufbereitung von Palmölprodukten betrieb. Auch andere Handels- und Plantagenunternehmungen waren mit Niederlassungen vertreten, darunter die Ambas Bay Trayding Co. Ltd. (Liverpool), die Deutsch-Westafrikanische Handelsgesellschaft mbH (Hamburg) und die Kamerun-Land- und Plantagen-Gesellschaft (Hamburg).
Victoria war zunächst Sitz eines Bezirksamtes, dessen Bereich sich ursprünglich bis in das Kamerungebirge erstreckte. 1902/03 wurde hiervon die Region von Buëa als eigenständiger Zivilverwaltungsbezirk abgetrennt. 1914 wurden beide Bezirke wieder vereinigt.
1982 wurde Victoria in Limbe umbenannt.

Viktoria zur deutschen Kolonialzeit, um 1910
Viktoria und der kleine Kamerunberg zur deutschen Kolonialzeit, um 1910
Viktoria und der große Kamerunberg zur deutschen Kolonialzeit, um 1910
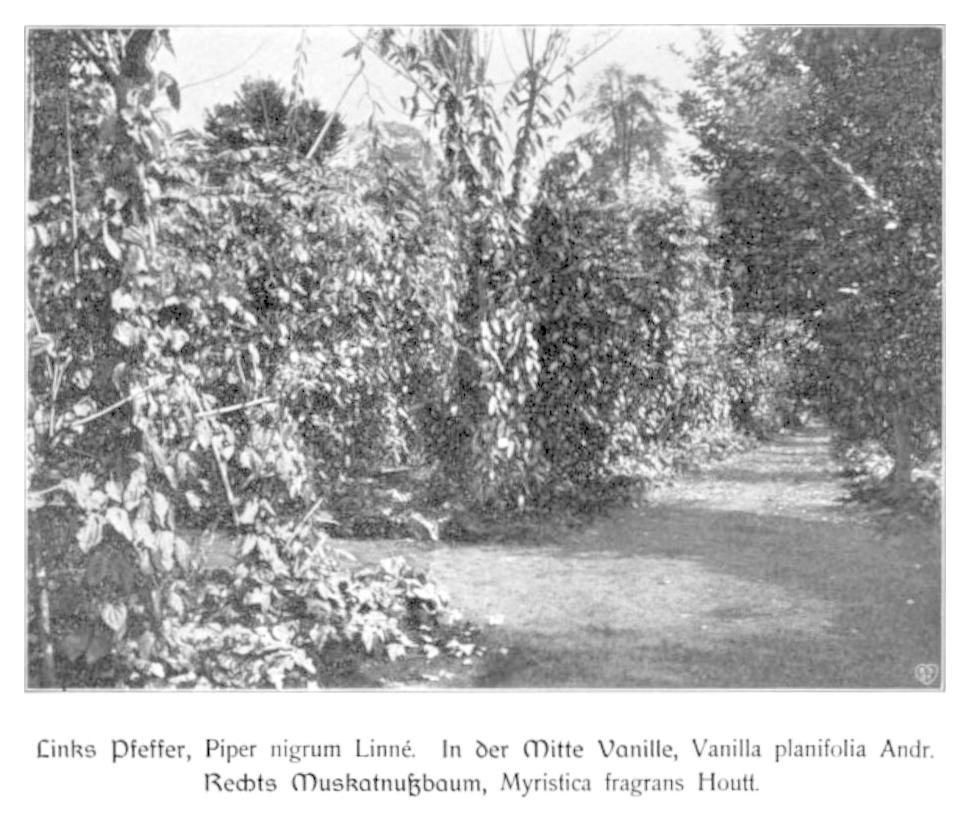
Anbauversuche mit Pfeffer, Vanille und Muskatnuss im Versuchsgarten der Station Viktoria, vor 1905

## Wirtschaft

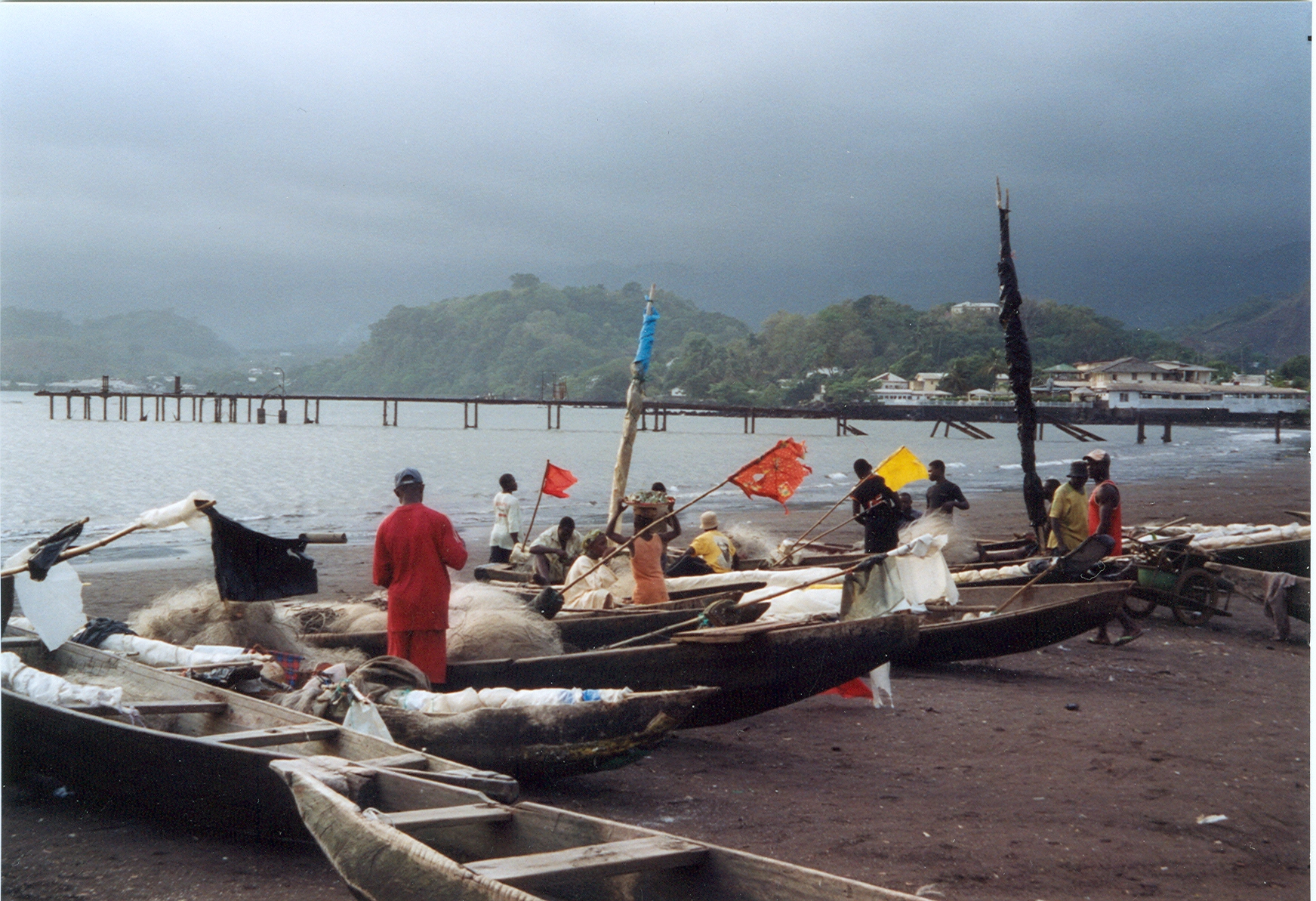
Strandabschnitt in Limbe mit Fischern und Fischerbooten

Kamerun ist bekannt für seine landwirtschaftlichen Produkte wie den unter deutscher Kolonialherrschaft erstmals angepflanzten Tee. Limbe ist das Zentrum der kamerunischen Ölindustrie und einer der vier größten Handelshäfen in Kamerun. Die Fischerei ist ein bedeutender lokaler Industriezweig. In Limbe ist auch der Sitz eines der sieben landesweit bestehenden Arbeitsämter des National Employment Fund (NEF).

## Bevölkerung
Die Bevölkerungsentwicklung der Stadt:
| Jahr          | Einwohner |
| ------------- | --------- |
| 1976 (Zensus) | 26.988    |
| 1987 (Zensus) | 44.561    |
| 2005 (Zensus) | 84.223    |

## Sprache
Amtssprache der Südwest-Region von Kamerun ist Englisch. Jedoch wird auch oft Französisch verwendet, da sich die französischsprachige Stadt Douala in der Nähe befindet. Neben den Amtssprachen werden lokale Sprachen gesprochen, hauptsächlich Bakweri (Kpe) und als Umgangssprache Kamerunisches Pidgin-Englisch.

## Sehenswürdigkeiten

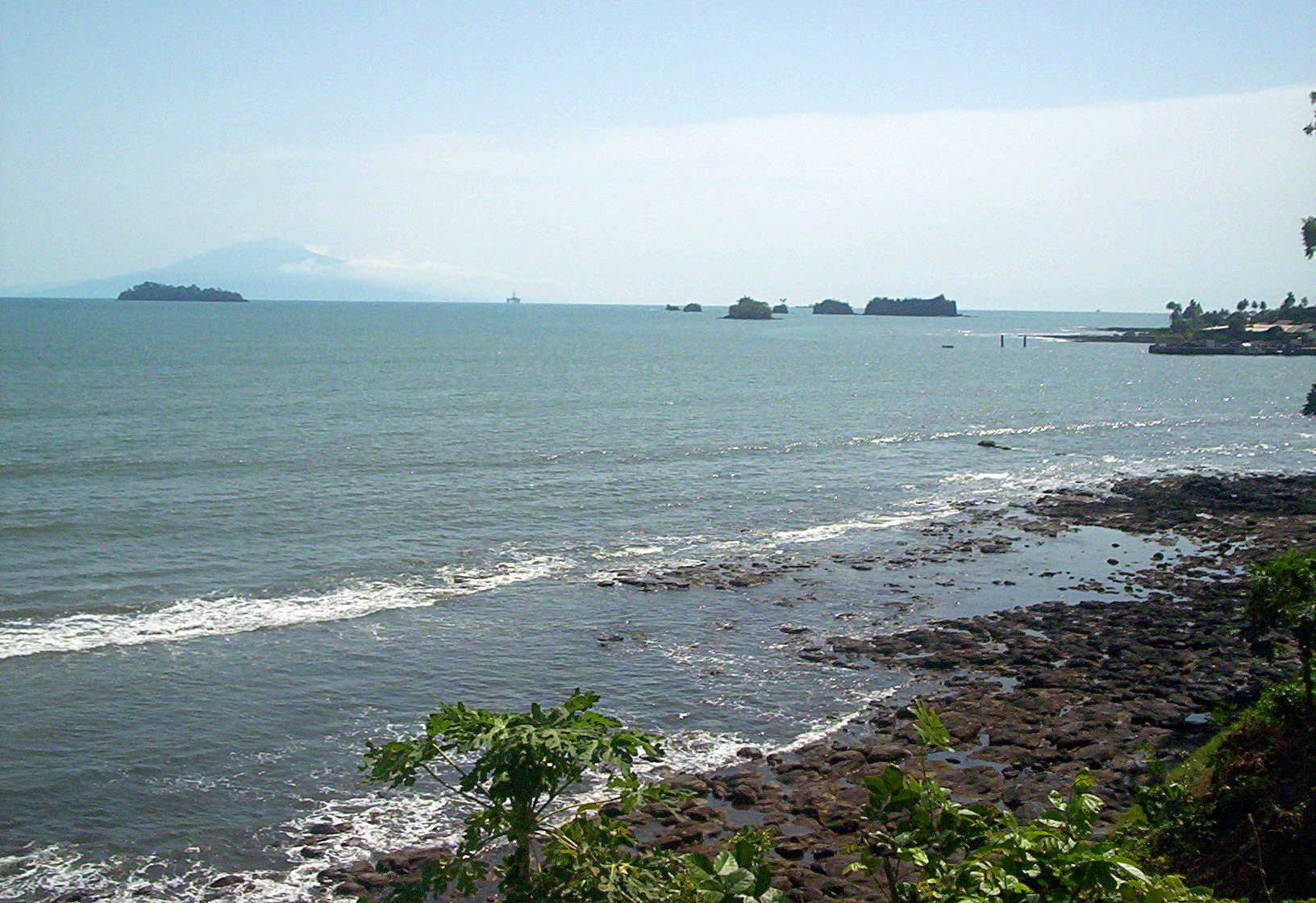
Vulkanischer Strandabschnitt in Limbe mit Ausblick auf die Insel Bioko

Limbe liegt in der Baie d’Ambas (englisch: Ambas Bay) mit einer großen Bergkette; im Hintergrund der Blick auf den Kamerunberg. Bei Touristen ist Limbe neben Kribi eine der beliebtesten Küstenstädte wegen der schwarzen Sandstrände. An den Stränden befinden sich zahlreiche Restaurants und Bars. Das Limbe Wildlife Center, der botanische Garten und das Denkmal für den Stadtgründer Alfred Saker gelten als Sehenswürdigkeiten.

## Persönlichkeiten
- Aloysius Fondong Abangalo (* 1973), römisch-katholischer Geistlicher, Bischof von Mamfe
- Imbolo Mbue (* 1982), Schriftstellerin
- Pierre Kunde (* 1995), Fußballspieler
- Steven van der Sloot (* 2002), Fußballspieler

## Partnerstädte
- Saint-Brieuc, Bretagne, Frankreich
- Saint John’s, Antigua und Barbuda
- Seattle, USA